# 道路迷

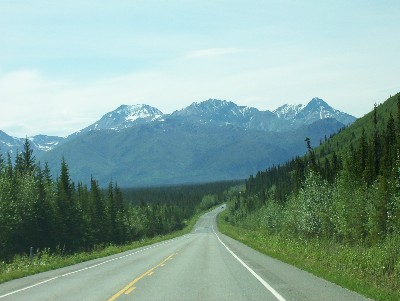
1號阿拉斯加州州道的托克近路（Tok Cutoff）往南行駛

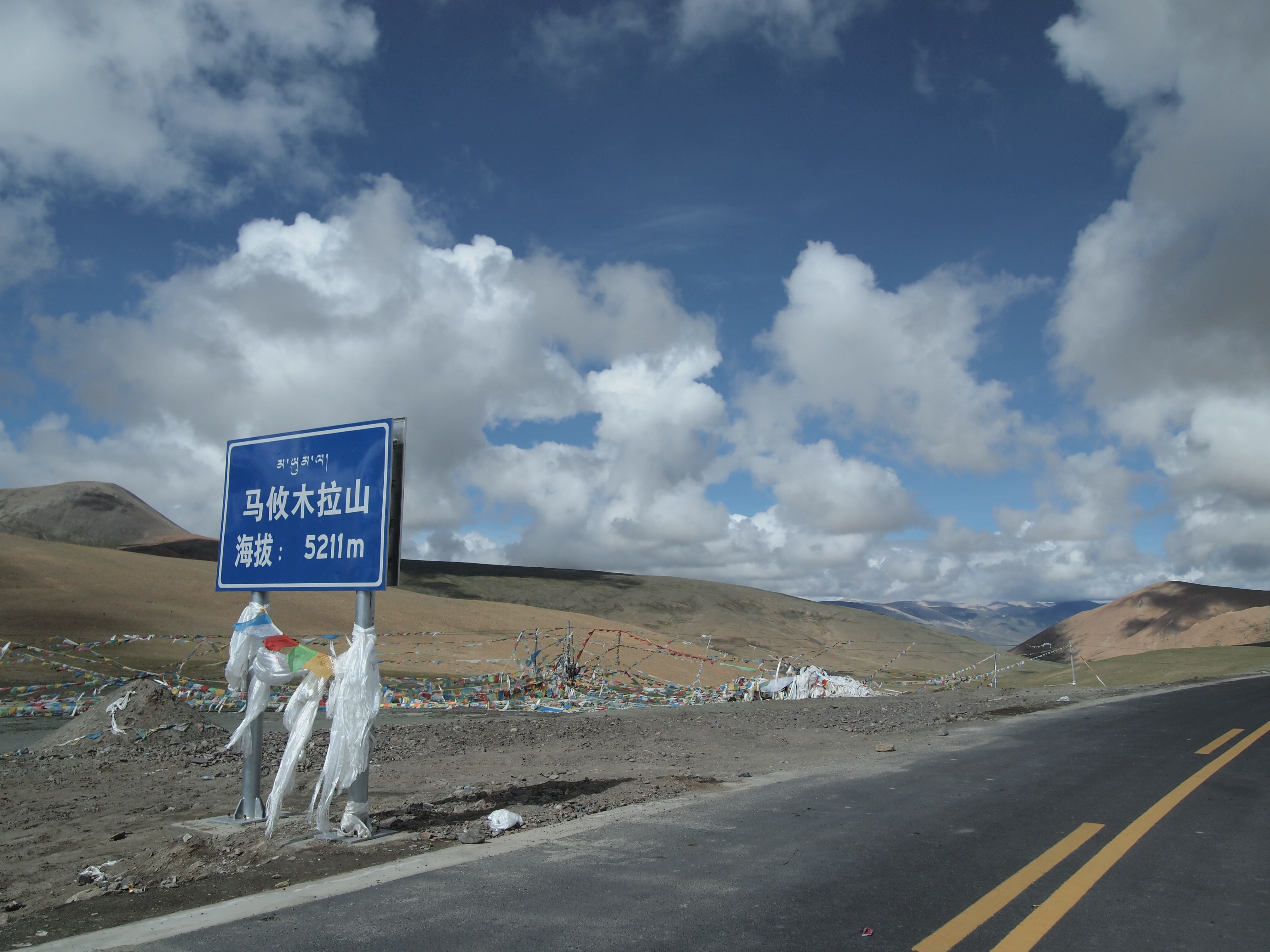
普蘭縣境內的219国道段

道路迷（英語：roadgeek）又稱公路迷，即道路的愛好者，或是喜好道路旅遊的人。

## 偏好
道路迷的偏好包含：
- 無目的地的道路旅遊（英语：road trip）

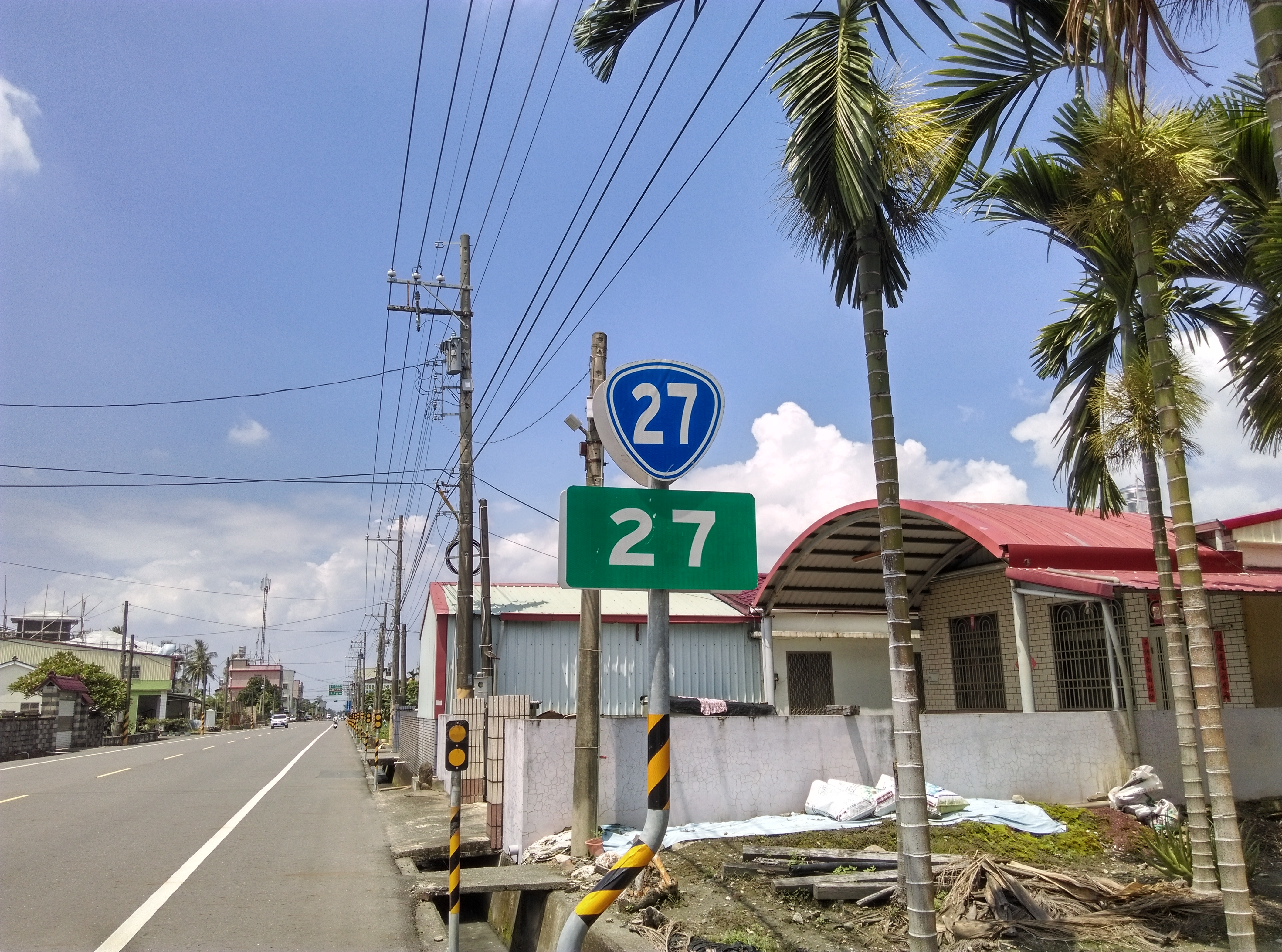
道路迷常會拍攝道路交通標誌、橋梁或是與公路相關的構造物

- 與其他愛好者互相比较其旅遊程度與範圍，像是州際公路完全旅遊過的數量等[1]
- 拍攝道路交通標誌、橋梁或是與公路相關的構造物
- 研究道路编号和分类
- 蒐集陳舊的道路地圖（英语：road map）
- 撰寫公路歷史、公路術語[2]，或是設計其圖示與字體[3]
- 熟記道路走向、沿線目的地等細節

## 外部連結
- AARoads Glossary （页面存档备份，存于）
- 中的“Roadgeek sites”

## 延伸閱讀
- Beresford, Kevin.  Hardcover. London: New Holland. 2004. ISBN 978-1-84330-854-6.